# NGC 884
Az NGC 884 (más néven Caldwell 14) egy dupla nyílthalmaz a Perseus (Perszeusz) csillagképben. A dupla nyílthalmaz másik tagja az NGC 869. A Caldwell-katalógusban elfoglalt számuk megegyezik.

## Felfedezése
Az NGC 884-et Hipparkhosz fedezte fel.

## Tudományos adatok
Az NGC 884 az NGC 869-el dupla-, ikerhalmazt alkot. Kiemelkedően fényesek, egyenként körülbelül 300-350 csillagot és mintegy 5000 naptömegnyi anyagot tartalmaznak. Mivel viszonylag kevés csillag alkotja őket, ezért az a kevés csillag szupernyagy tömegű. Az NGC 884 kora 11,5 millió év.
A nyílthalmaz vöröseltolódása –0,000133 ± 0,000007, tehát közeledik felénk méghozzá 40 km/s sebességgel. Átmérője megközelítőleg 70 fényév (6,62·1017 m)
A két halmaz távolsága 50 fényév.

## Megfigyelési lehetőség
Megtekintésükhöz nagy látómezejű távcső ajánlott, így kis nagyítást alkalmazva egy látómezőben figyelhetjük meg őket. A halmazokban és környékükön néhány vörös csillagot lehet felfedezni, ezek M típusú szuperóriások. Úgy tartják, a kis távcsövek számára ők a legszebb nyílthalmazok.